# Daniel Narcisse
Pour les articles homonymes, voir Narcisse.
Daniel Narcisse, né le 16 décembre 1979 à Saint-Denis de La Réunion, est un joueur français de handball. Il joue au poste d'arrière gauche ou de demi-centre.
International français de 2000 à 2017, il est notamment double champion olympique, quadruple champion du monde et triple champion d'Europe, comptant parmi les handballeurs de l'équipe de France les plus décorés avec neuf titres internationaux. En club, il a notamment remporté deux Ligue des champions et huit championnats nationaux.
En 2012, fort d'une année exceptionnelle aussi bien en équipe de France (titre olympique) qu'en club (Ligue des champions, championnat et coupe d'Allemagne), il est élu meilleur handballeur mondial de l'année2012 par la Fédération internationale de handball.
Le 30 avril 2023, il entre dans le Hall of Fame du handball français.

## Biographie

### Parcours en club

#### Les débuts à La Réunion et à Chambéry
Daniel Narcisse commence le handball sur son île natale, La Réunion, dans les clubs du Chaudron puis de Joinville Sports avec lequel il finit deuxième de la coupe de France régionale.
Notamment repéré par Daniel Costantini lors d'une tournée de l'équipe de France en 1997, il rejoint en 1998 la métropole et le club savoyard du Stade olympique de Chambéry. Aux côtés notamment de deux autres jeunes joueurs prometteurs, les frères Guillaume et Bertrand Gille, il s'impose rapidement comme une valeur sûre du deuxième meilleur club français du moment. Champion de France en 2001 et vainqueur de la Coupe de la Ligue 2002, Narcisse est élu meilleur arrière gauche du championnat en 2001, 2002 et 2003 avant d'être détrôné en 2004 par un certain Nikola Karabatic.

#### Première expérience allemande à Gummersbach
En 2004, il décide de rejoindre l'Allemagne en signant un contrat de trois ans au VfL Gummersbach où évoluent déjà deux autres Français, François-Xavier Houlet et Cédric Burdet. Dans le plus prestigieux mais exigent championnat du monde, le « gentil et paisible » Narcisse s'émancipe et revêt de plus en plus un rôle de leader et gagne ainsi le surnom d'« Air France ». Néanmoins, malgré une troisième place en Championnat en 2006 et deux demi-finales de la Coupe de l'EHF en 2005 et 2006, le club allemand peine à grimper dans la hiérarchie allemande et européenne.

#### Les ambitions déçues du retour à Chambéry
En juin 2006, Daniel annonce avoir été convaincu par le projet du Chambéry Savoie Handball avec lequel il signe un contrat de 5 ans à compter de la saison 2007/2008. Mais une clause dans le contrat initial signé avec le club de Cologne prévoyait une reconduction tacite pour une saison supplémentaire, clause brandie par François-Xavier Houlet, désormais manager de Gummersbach, pour conserver Narcisse une saison de plus. Finalement, en juillet 2007, la Fédération européenne de handball s'est rangée aux arguments soutenus par le club français et Daniel Narcisse retrouve son club formateur pour commencer la saison 2007/2008.
Seulement, les ambitions sont rapidement revues à la baisse, Chambéry peinant à rivaliser face à Montpellier. Si, à titre individuel, Narcisse est élu meilleur arrière gauche du Championnat de France en 2008 et 2009 et même meilleur joueur en 2009, Chambéry doit se contenter de deux deuxièmes place en championnat en 2008 et 2009 et d'une finale de Coupe de France en 2009. De plus, le club est en mal d'argent après le retrait forcé de son sponsor principal Michel Simond,. Et comme en face, Montpellier s'est encore renforcé avec le recrutement de Nikola Karabatic et Vid Kavtičnik, il comprend que Chambéry n'a plus les moyens de ses ambitions : « Je suis convaincu qu'il était aussi temps pour moi d'aller chercher des titres. Nous avons fait un pas en arrière (à Chambéry). Le contexte économique aussi a fait que des partenaires se sont retrouvés en difficulté. J'ai attendu de voir ce qui allait se passer à l'intersaison. Le projet prenait du retard », explique alors Narcisse. Le montant de son transfert est alors estimé à 1,3 million €, ce qui constituait alors un record pour un joueur de handball. 

#### Les années folles à Kiel

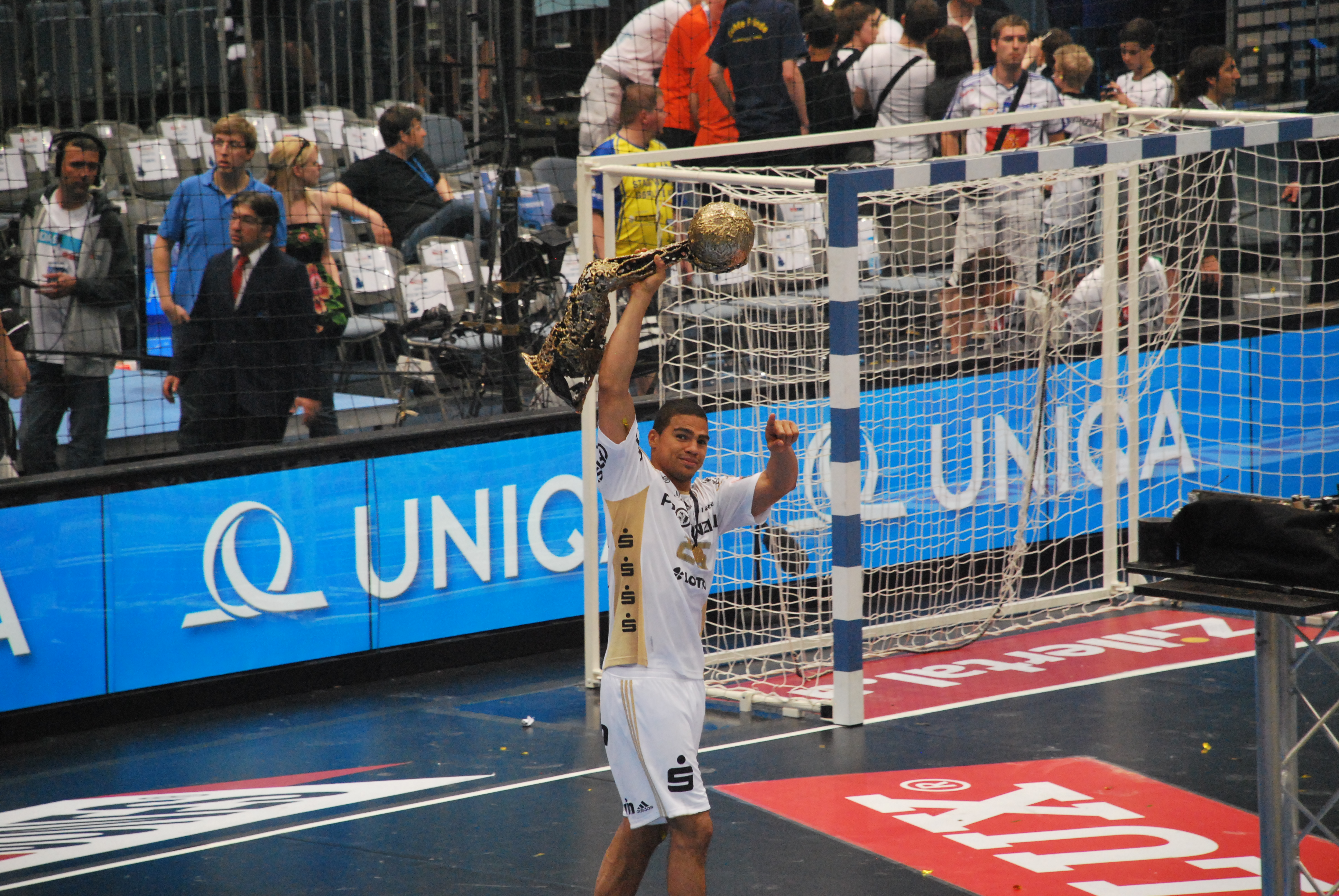
Sous le maillot du THW Kiel avec le trophée de la Ligue des champions 2012

Daniel Narcisse choisit alors de rejoindre à l'été 2009 le club allemand du THW Kiel dans l'objectif de remporter la Ligue des champions, un titre que Chambéry n'avait pas les moyens de lui offrir. Dès sa première saison, plus de huit ans après son dernier trophée en club (la Coupe de la Ligue 2002), Narcisse enrichit son palmarès du titre de champion d'Allemagne et surtout parvient à remporter la Ligue des champions. Après avoir écarté en quart de finale les Rhein-Neckar Löwen, Narcisse et les Zèbres participent au premier Final Four de l'histoire de la Ligue des champions. Opposé en demi-finale au BM Ciudad Real, le tenant du titre espagnol domine le match pendant 50 minutes, mais portés par les 20 000 spectateurs de la Lanxess Arena de Cologne quasiment acquis à la cause allemande, Christian Zeitz et Thierry Omeyer permettent finalement à Kiel d'arracher la victoire 29 à 27. La finale face au FC Barcelone semble tourner à l'avantage du Barça (19-25 à la 41e minute), mais Kiel, notamment grâce à Narcisse, renverse la vapeur pour mener de trois buts (33-30 à la 56e minute) et finalement s'imposer 36 à 34.
La saison 2010-2011 est ensuite « la plus difficile ». pour Narcisse puisqu’il subit une rupture des ligaments croisés du genou lors d’un match de préparation en août. De retour sur les parquets huit mois plus tard, une élongation au mollet le prive ensuite du quart de finale retour de la Ligue des champions contre Barcelone qui ne se prive pas d’éliminer le THW en s’imposant à Kiel. Les Kielers ayant concédé le titre au HSV Hambourg, seule la victoire en Coupe d'Allemagne permet de sauver la saison.
La saison 2011/2012 est d’une toute autre facture puisque Narcisse et Kiel remportent toutes leurs compétitions : la Supercoupe d'Allemagne et la Coupe du monde des clubs en début de saison puis le Championnat, la Coupe d'Allemagne et une seconde Ligue des champions pour clore la saison. L’année 2012 étant également ponctuée par le titre olympique remporté avec l’équipe de France, Narcisse est assez logiquement élu meilleur handballeur de l'année 2012 par la Fédération internationale de handball,. Le même jour, le 8 janvier 2013, sa signature au Paris Saint-Germain pour 2 ans est annoncée, retrouvant ainsi la France et Philippe Gardent, son ancien entraîneur à Chambéry.
Il termine néanmoins la saison 2012-2013 avec le THW Kiel avec lequel il remporte à nouveau la Bundesliga et la Coupe d’Allemagne, mais est battu en demi-finale de la Ligue des champions par le HSV Hambourg, futur vainqueur « surprise » de la compétition.

#### Retour en France au Paris Saint-Germain

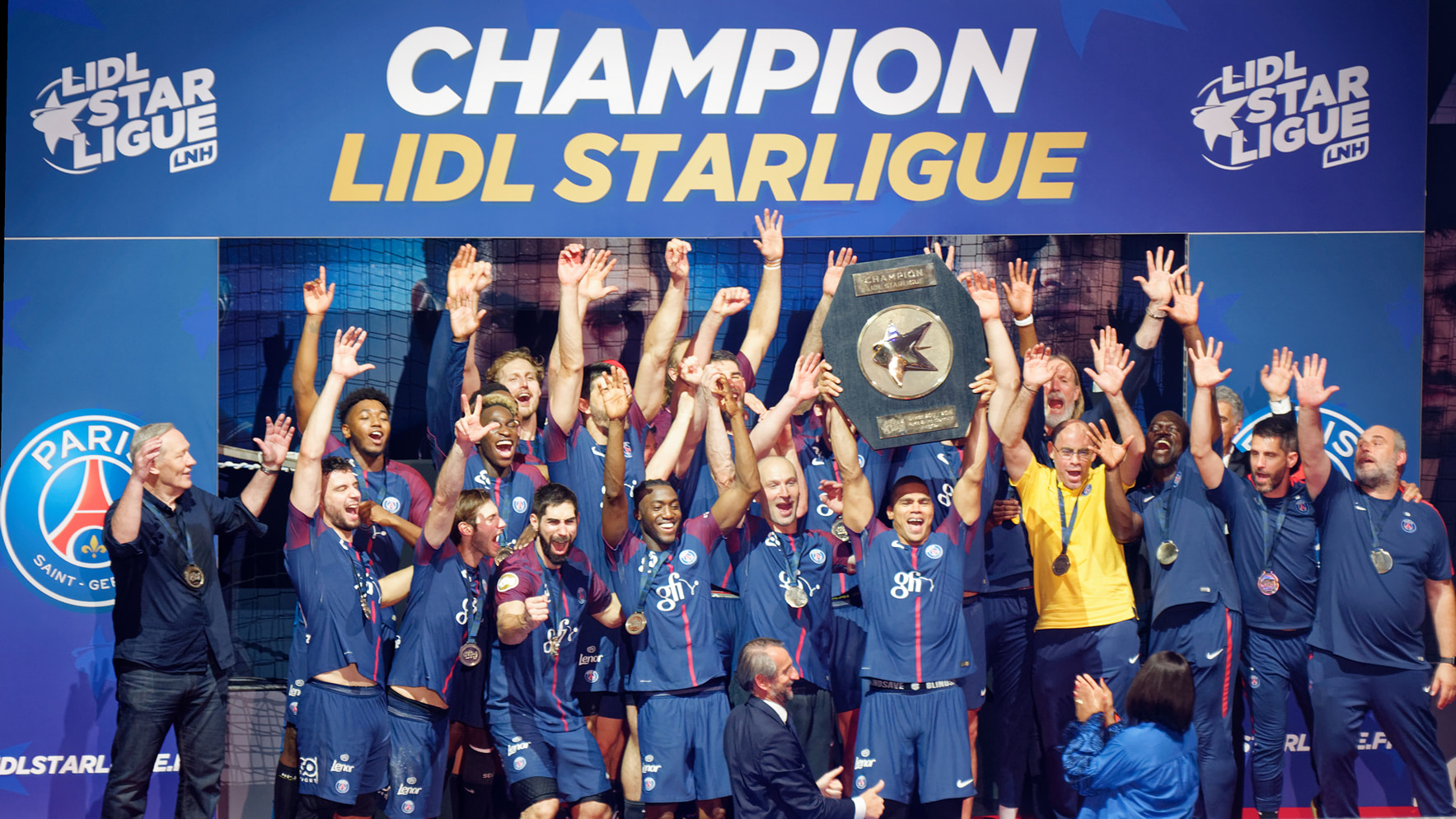
Daniel Narcisse soulève le trophée du Championnat de France 2017-2018.

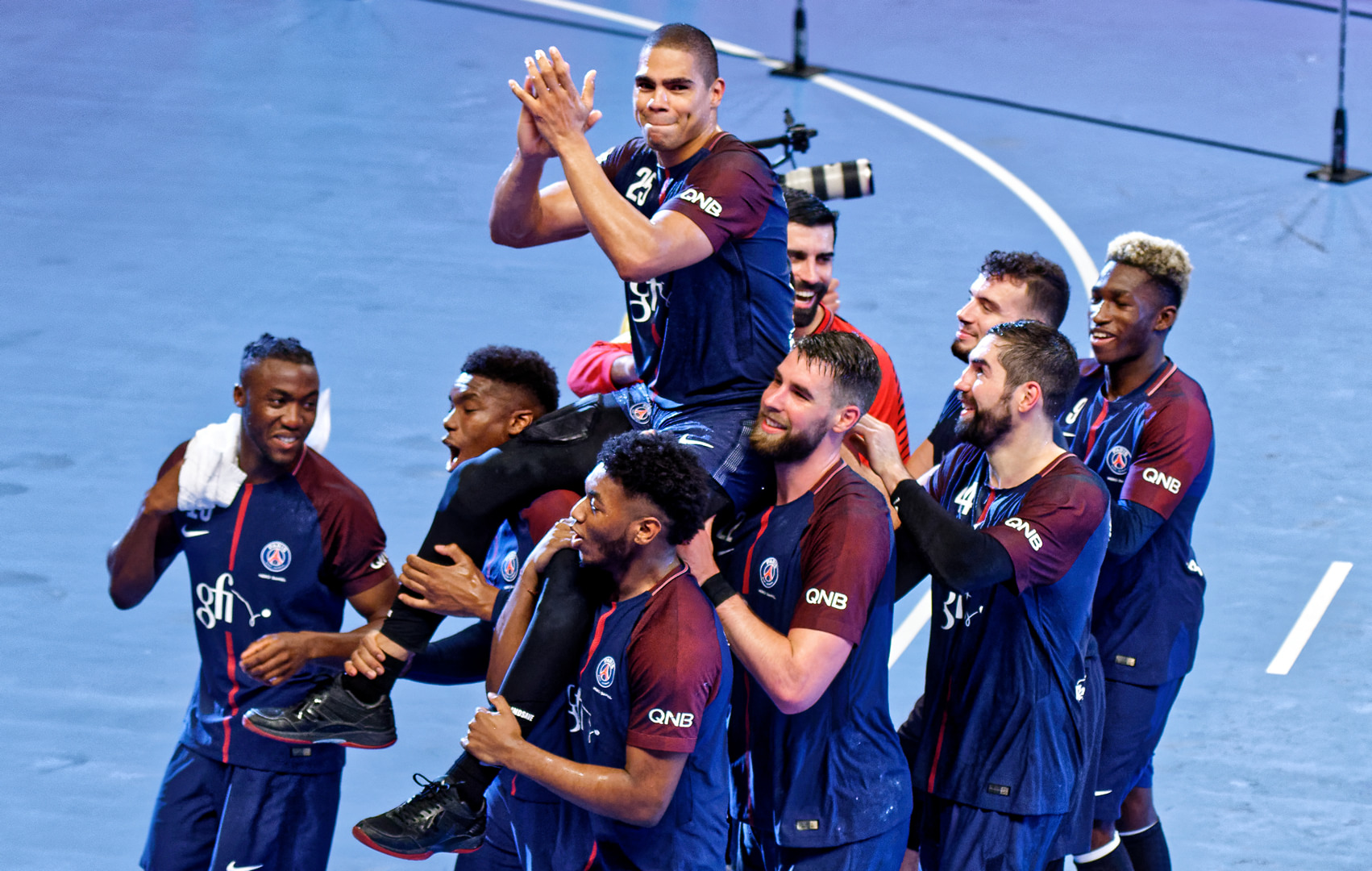
Transporté autour du terrain par ses coéquipiers du Paris Saint-Germain à la fin de son tout dernier match de carrière, le 31 mai 2018

Alors que le Paris Saint-Germain vient de remporter le Championnat de France dès la première saison du rachat par QSI, la première saison de Daniel Narcisse au club est de moins bonne facture puisqu’il doit laisser le titre 2013/14 au Dunkerque HGL et est éliminé en quart de finale de la Ligue des champions. Le club remporte néanmoins sa seconde Coupe de France, grâce notamment à un but de Narcisse dans les dernières secondes en quarts de finale face à Montpellier.
Pour la saison 2014-2015, le club débute par sa première victoire au Trophée des champions mais est sorti dès le premier de la coupe de la Ligue par le HBC Nantes. En revanche, Narcisse conserve son titre en coupe de France et, au terme d’un championnat intense, remporte son second titre de champion de France, quatorze ans après le premier. Enfin, en Ligue des champions, Paris échoue aux portes du Final-Four après une nouvelle élimination en quart de finale encore face aux hongrois du Veszprém KSE.
Devenu capitaine d’une équipe qui s’est renforcée avec les arrivées successives de Thierry Omeyer (2014), Luka et Nikola Karabatic (2015), d’Uwe Gensheimer (2016) ou encore de Sander Sagosen (2017) notamment, Daniel Narcisse apporte toute son expérience à l’effectif désormais dirigé par Zvonimir Serdarušić. Lors de la saison 2015-2016, Narcisse et les Parisiens conservent leur titre de champion de France et atteignent pour la première fois le Final Four de la Ligue des champions, étant battu en demi-finale par le KS Kielce, futur vainqueur. En revanche, ils ne peuvent empêcher le Montpellier Handball de nettement remporter les finales de la Coupe de Ligue puis de la Coupe de France. A titre individuel, Daniel Narcisse est nommé pour la deuxième saison consécutive parmi les trois meilleurs demi-centres du championnat de France.
La saison 2016-2017 débute par la  Coupe du monde des clubs mais après avoir pris sa revanche sur Kielce en demi-finale grâce notamment aux 8 buts de Narcisse, les Parisiens s’inclinent face au Füchse Berlin qui conserve son titre à la surprise générale. Si les Parisiens se font surprendre à domicile en huitième de finale de la Coupe de France, le club réalise un quasi sans faute en Championnat, remporte enfin sa première Coupe de Ligue et atteint la Finale de la Ligue des champions. Malgré les 4 buts de Narcisse, le PSG s’incline à la dernière seconde face au RK Vardar Skopje.
Après avoir prolongé son contrat jusqu’en 2018 puis annoncé sa retraite internationale, Daniel Narcisse confirme en avril 2018 qu’il met un terme à sa carrière à l’issue de la saison 2017-2018.
Lors de la rentrée 2019, il s'inscrit à la formation de manager général de club sportif dispensée par le Centre de droit et d'économie du sport de Limoges.

### Parcours en équipe nationale

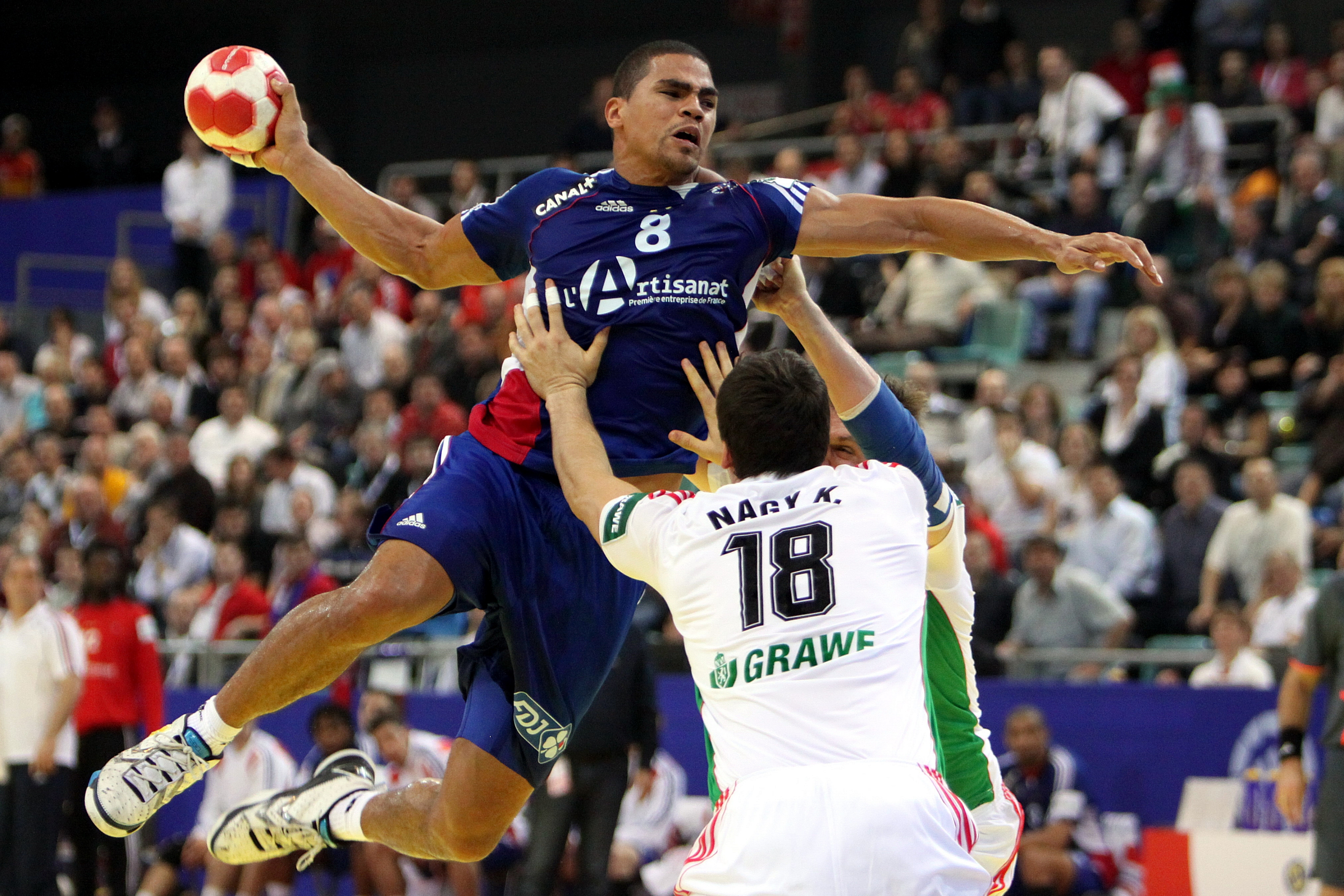
Daniel Narcisse sous le maillot de l'Équipe de France lors de l'Euro 2010.

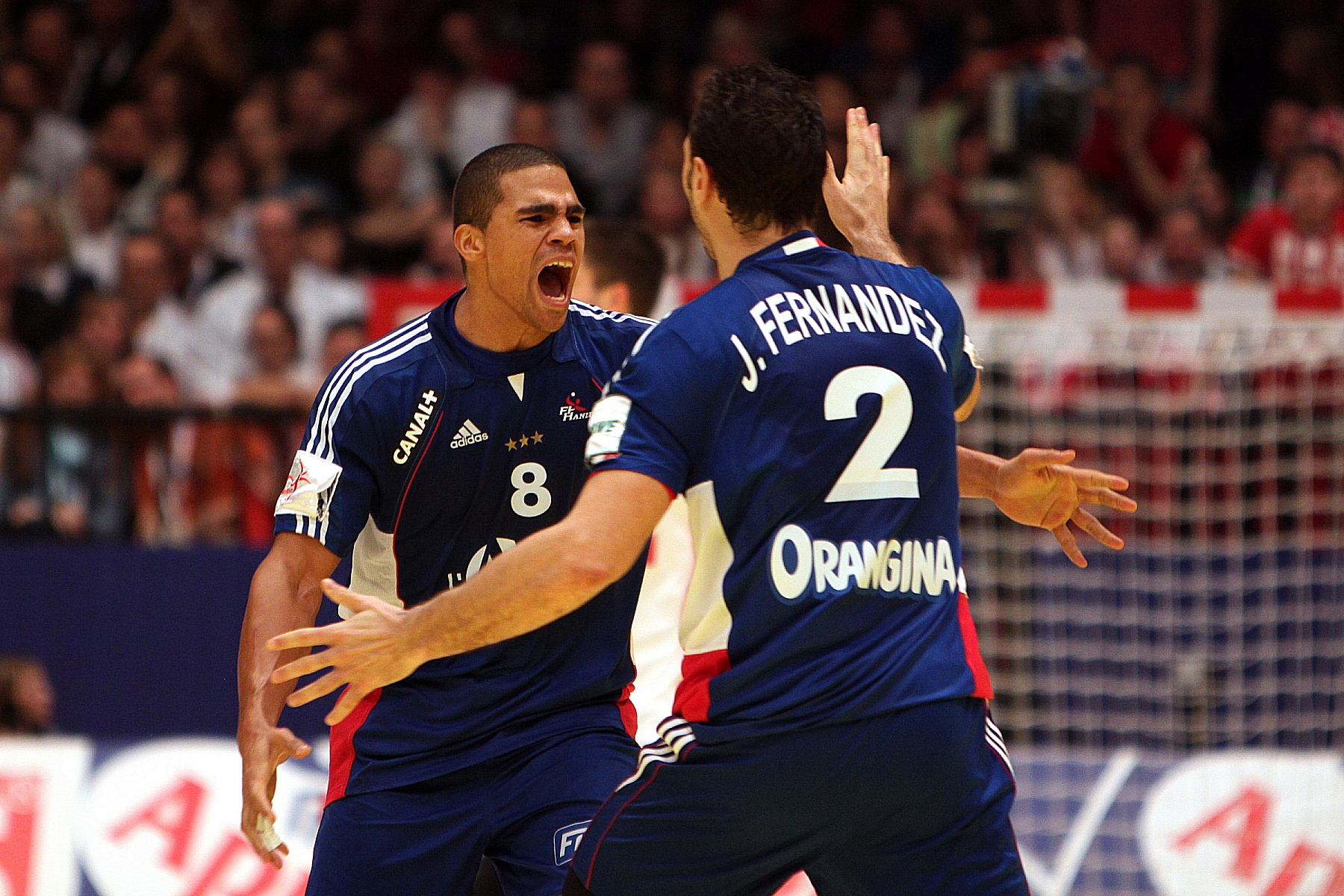
Daniel Narcisse célèbre la victoire l'Euro 2010 avec Jérôme Fernandez.

Il a notamment été l'un des facteurs clés, avec Michaël Guigou, du maintien au score face à la Croatie en première mi-temps de la finale du Mondial 2009 (en Croatie), en marquant quatre buts de suite. Dans cette même finale, il est également l'auteur du dernier but pour une victoire finale de la France 24-19. En équipe de France depuis 2000, il est double champion olympique (2008 et 2012), quadruple champion du monde (2001, 2009, 2015 et 2017 ) et triple champion d'Europe (2006, 2010 et 2014).
En 2016, aux Jeux olympiques de Rio, il qualifie aussi la France en finale en marquant le dernier but décisif à 29-28 contre l'Allemagne en demi-finale. Narcisse et les Experts s'inclinent en finale face au Danemark et doivent donc se contenter de la médaille d'argent, ratant de peu un triplé historique.
Il obtient son quatrième titre mondial lors Championnat du monde 2017 en France, compétition à l'issue de laquelle il décide de mettre un terme à sa carrière internationale.

Narcisse, tout comme Thierry Omeyer, dispute ainsi son dernier match le 6 mai 2017 face à la Norvège à l'occasion d'un match de qualifications pour l'Euro 2018. Auteurs tous les deux d'un excellent match avec notamment 18 arrêts dont 2 jets de 7 mètres pour Omeyer, ils quittent ainsi les Experts par la grande porte.

## Palmarès

### Équipe de France
Daniel Narcisse connait sa première sélection en équipe de France le 9 janvier 2000 face à l'Islande et sa dernière sélection le 6 mai 2017 face à la Norvège. Il totalise ainsi 943 buts marqués en 311 sélections Ses résultats en compétitions internationales sont : 
 Jeux olympiques
- 5e place aux Jeux olympiques de 2004 à Athènes
- Médaille d'or aux Jeux olympiques de 2008 à Pékin
- Médaille d'or aux Jeux olympiques de 2012 à Londres
- Médaille d'argent aux Jeux olympiques de 2016 de Rio de Janeiro

Championnats du monde
- Médaille d'or au Championnat du monde 2001 en  France
- Médaille de bronze au Championnat du monde 2003 au  Portugal
- Médaille de bronze au Championnat du monde 2005 en  Tunisie
- 4e place au Championnat du monde 2007 en  Allemagne
- Médaille d'or au Championnat du monde 2009 en Croatie
- 6e place au Championnat du monde 2013 en Espagne
- Médaille d'or au Championnat du monde 2015 au  Qatar
- Médaille d'or au Championnat du monde 2017 en  France

Championnats d'Europe
- 4e place au Championnat d'Europe 2000 en Croatie
- 6e place au Championnat d'Europe 2002 en  Suède
- 6e place au Championnat d'Europe 2004 en Slovénie
- Médaille d'or au Championnat d'Europe 2006 en  Suisse
- Médaille de bronze au Championnat d'Europe 2008 en  Norvège
- Médaille d'or au Championnat d'Europe 2010 en  Autriche
- 11e place au Championnat d'Europe 2012 en Serbie
- Médaille d'or au Championnat d'Europe 2014 en  Danemark
- 5e place au Championnat d'Europe 2016 en Pologne

### En club
Compétitions internationales
- Ligue des champions
  - Vainqueur (2) : 2010 et 2012
  - Finaliste en 2017
- Coupe du monde des clubs
  - Vainqueur (1) : 2011

Compétitions nationales
- Championnat de France
  - Vainqueur (5) : 2001 (avec Chambéry SH), 2015, 2016, 2017 et 2018 (avec Paris Saint-Germain)
  - Vice-champion (7) 1999, 2000, 2002, 2003, 2008, 2009 et 2014
- Coupe de France
  - Vainqueur (3) : 2014, 2015 et 2018
  - Finaliste (1) : 2016
- Coupe de la Ligue
  - Vainqueur (3) : 2002, 2017, 2018
  - Finaliste (1) : 2016
- Vainqueur du Trophée des champions (3) : 2014, 2015, 2016
- Vainqueur du Championnat d'Allemagne
  - Vainqueur (3) : 2010, 2012 et 2013
  - Vice-champion (1) : 2011
- Coupe d'Allemagne
  - Vainqueur (3) : 2011, 2012 et 2013
- Supercoupe d'Allemagne
  - Vainqueur (2) : 2011, 2012
  - Finaliste (2) : 2009, 2010

### Distinctions individuelles
- Élu meilleur handballeur mondial de l'année en 2012[3]
- Chevalier de l'Ordre national du Mérite en 2001[26]
- Chevalier de la Légion d'honneur en 2008[27],[28]
- Élu meilleur arrière gauche aux Jeux olympiques de 2008
- Élu meilleur arrière gauche au Championnat d'Europe 2008
- Élu meilleur joueur du Championnat de France (2) : 2002[29], 2009[9]
- Élu meilleur arrière gauche du Championnat de France (5) : 2001, 2002, 2003, 2008, 2009

## Statistiques
| Saison                              | Club                                | Championnat | Championnat | Championnat | Championnat | Coupe 1 | Coupe 1 | Coupe 1 | Coupe 1 | Coupe 2 | Coupe 2 | Coupe 2 | Coupe 2 | Supercoupe         | Supercoupe         | Supercoupe         | Supercoupe         | Coupe d'Europe | Coupe d'Europe | Coupe d'Europe | Coupe d'Europe | Super Globe | Super Globe | Super Globe | Super Globe | Total | Total | Total | Total |
| Saison                              | Club                                | MJ          | Buts        | Ch.         | 7m          | MJ      | Buts    | Ch.     | 7m      | MJ      | Buts    | Ch.     | 7m      | MJ                 | Buts               | Ch.                | 7m                 | MJ             | Buts           | Ch.            | 7m             | MJ          | Buts        | Ch.         | 7m          | MJ    | Buts  | Ch.   | 7m    |
| ----------------------------------- | ----------------------------------- | ----------- | ----------- | ----------- | ----------- | ------- | ------- | ------- | ------- | ------- | ------- | ------- | ------- | ------------------ | ------------------ | ------------------ | ------------------ | -------------- | -------------- | -------------- | -------------- | ----------- | ----------- | ----------- | ----------- | ----- | ----- | ----- | ----- |
| 2000-2001                           | Chambéry Savoie Handball            | 25          | 111         | 109         | 2           | ?       | ?       | ?       | ?       | ?       | ?       | ?       | ?       | ?                  | ?                  | ?                  | ?                  | ?              | ?              | ?              | ?              | ?           | ?           | ?           | ?           | ?     | ?     | ?     | ?     |
| 2001-2002                           | Chambéry Savoie Handball            | 28          | 156         | 144         | 12          | ?       | ?       | ?       | ?       | ?       | ?       | ?       | ?       | ?                  | ?                  | ?                  | ?                  | ?              | ?              | ?              | ?              | ?           | ?           | ?           | ?           | ?     | ?     | ?     | ?     |
| 2002-2003                           | Chambéry Savoie Handball            | 22          | 105         | 104         | 1           | ?       | ?       | ?       | ?       | ?       | ?       | ?       | ?       | ?                  | ?                  | ?                  | ?                  | ?              | ?              | ?              | ?              | ?           | ?           | ?           | ?           | ?     | ?     | ?     | ?     |
| 2003-2004                           | Chambéry Savoie Handball            | 9           | 36          | 36          | 0           | ?       | ?       | ?       | ?       | ?       | ?       | ?       | ?       | ?                  | ?                  | ?                  | ?                  | 4              | 30             | ?              | ?              | ?           | ?           | ?           | ?           | ?     | ?     | ?     | ?     |
| Sous total Chambéry Savoie Handball | Sous total Chambéry Savoie Handball | 84          | 408         | 393         | 15          | ?       | ?       | ?       | ?       | ?       | ?       | ?       | ?       | ?                  | ?                  | ?                  | ?                  | ?              | ?              | ?              | ?              | ?           | ?           | ?           | ?           | ?     | ?     | ?     | ?     |
| 2004-2005                           | VfL Gummersbach                     | 34          | 182         | 181         | 1           | ?       | ?       | ?       | ?       | ?       | ?       | ?       | ?       | ?                  | ?                  | ?                  | ?                  | ?              | ?              | ?              | ?              | ?           | ?           | ?           | ?           | ?     | ?     | ?     | ?     |
| 2005-2006                           | VfL Gummersbach                     | 34          | 177         | 177         | 0           | ?       | ?       | ?       | ?       | ?       | ?       | ?       | ?       | ?                  | ?                  | ?                  | ?                  | 6              | 44             | ?              | ?              | ?           | ?           | ?           | ?           | ?     | ?     | ?     | ?     |
| 2006-2007                           | VfL Gummersbach                     | 27          | 154         | 151         | 3           | ?       | ?       | ?       | ?       | ?       | ?       | ?       | ?       | ?                  | ?                  | ?                  | ?                  | 10             | 60             | ?              | ?              | ?           | ?           | ?           | ?           | ?     | ?     | ?     | ?     |
| Sous total VfL Gummersbach          | Sous total VfL Gummersbach          | 95          | 513         | 509         | 4           | ?       | ?       | ?       | ?       | ?       | ?       | ?       | ?       | ?                  | ?                  | ?                  | ?                  | ?              | ?              | ?              | ?              | ?           | ?           | ?           | ?           | ?     | ?     | ?     | ?     |
| 2007-2008                           | Chambéry Savoie Handball            | 21          | 101         | 95          | 6           | ?       | ?       | ?       | ?       | ?       | ?       | ?       | ?       | Pas de compétition | Pas de compétition | Pas de compétition | Pas de compétition | 6              | 28             | ?              | ?              |             |             |             |             | 21    | 101   | 95    | 6     |
| 2008-2009                           | Chambéry Savoie Handball            | 26          | 121         | 118         | 3           | ?       | ?       | ?       | ?       | ?       | ?       | ?       | ?       | Pas de compétition | Pas de compétition | Pas de compétition | Pas de compétition | 9              | 52             | ?              | ?              |             |             |             |             | 26    | 121   | 118   | 3     |
| Sous total Chambéry Savoie Handball | Sous total Chambéry Savoie Handball | 47          | 222         | 213         | 9           | ?       | ?       | ?       | ?       | ?       | ?       | ?       | ?       | Pas de compétition | Pas de compétition | Pas de compétition | Pas de compétition | 15             | 80             | ?              | ?              |             |             |             |             | 47    | 222   | 213   | 9     |
| 2009-2010                           | THW Kiel                            | 24          | 82          | 82          | 0           | 2       | 10      | 10      | 0       | -       | -       | -       | -       | ?                  | ?                  | ?                  | ?                  | 12             | 41             | 41             | 0              |             |             |             |             | 38    | 133   | 133   | 0     |
| 2010-2011                           | THW Kiel                            | 9           | 17          | 17          | 0           | 1       | 2       | 2       | 0       | 4       | 3       | 3       | 0       | 55                 | 97                 | ?                  | ?                  | 3              | 3              | 3              | 0              |             |             |             |             | 17    | 25    | 25    | 0     |
| 2011-2012                           | THW Kiel                            | 32          | 85          | 85          | 0           | 6       | 15      | 15      | 0       | -       | -       | -       | -       | 21                 | 33                 | ?                  | ?                  | 16             | 43             | 43             | 0              |             |             |             |             | 54    | 143   | 143   | 0     |
| 2012-2013                           | THW Kiel                            | 28          | 79          | 79          | 0           | 4       | 18      | 18      | 0       | 5       | 2       | 2       | 0       | ?                  | ?                  | ?                  | ?                  | 15             | 38             | 38             | 0              |             |             |             |             | 52    | 137   | 137   | 0     |
| Sous total THW Kiel                 | Sous total THW Kiel                 | 93          | 263         | 263         | 0           | 13      | 45      | 45      | 0       | 9       | 5       | 5       | 0       | ?                  | ?                  | ?                  | ?                  | 46             | 125            | 125            | 0              |             |             |             |             | 161   | 438   | 438   | 0     |
| 2013-2014                           | Paris Saint-Germain                 | 24          | 69          | 69          | 0           |         |         |         |         | 1       | 5       | 5       | 0       | Pas de compétition | Pas de compétition | Pas de compétition | Pas de compétition | 13             | 36             |                |                |             |             |             |             | 38    | 110   |       |       |
| 2014-2015                           | Paris Saint-Germain                 | 26          | 69          | 69          | 0           |         |         |         |         | 1       | 2       | 2       | 0       | 2                  | 10                 | 10                 | 0                  | 14             | 33             |                |                |             |             |             |             | 43    | 114   |       |       |
| 2015-2016                           | Paris Saint-Germain                 | 25          | 89          | 87          | 2           |         |         |         |         | 3       | 18      | 18      | 0       | 2                  | 7                  | 7                  | 0                  | 18             | 54             |                |                |             |             |             |             | 48    | 168   |       |       |
| 2016-2017                           | Paris Saint-Germain                 | 23          | 55          | 55          | 0           |         |         |         |         | 4       | 2       | 2       | 0       | 2                  | 4                  | 4                  | 0                  | 20             | 32             |                |                | 3           | 13          |             |             | 49    | 93    |       |       |
| 2017-2018                           | Paris Saint-Germain                 | 22          | 27          | 27          | 0           |         |         |         |         | 3       | 4       | 4       | 0       | 2                  | 2                  | 2                  | 0                  | 15             | 13             |                |                |             |             |             |             | 41    | 42    |       |       |
| Sous-total Paris Saint-Germain      | Sous-total Paris Saint-Germain      | 120         | 309         | 305         | 2           |         |         |         |         | 12      | 31      | 31      | 0       | 8                  | 23                 | 23                 | 0                  | 80             | 168            |                |                | 3           | 13          |             |             | 223   | 544   |       |       |

1. ↑  Coupes de France ou d'Allemagne
2. ↑  Coupe de la Ligue (France) ou, n'ayant pas d'équivalent en Allemagne, la Coupe du monde des clubs
3. ↑  Trophée des Champions (France) ou Supercoupe d'Allemagne.

## Œuvres caritatives
Daniel Narcisse est parrain de l'Association européenne contre les leucodystrophies (ELA) depuis 2013.

## Galerie

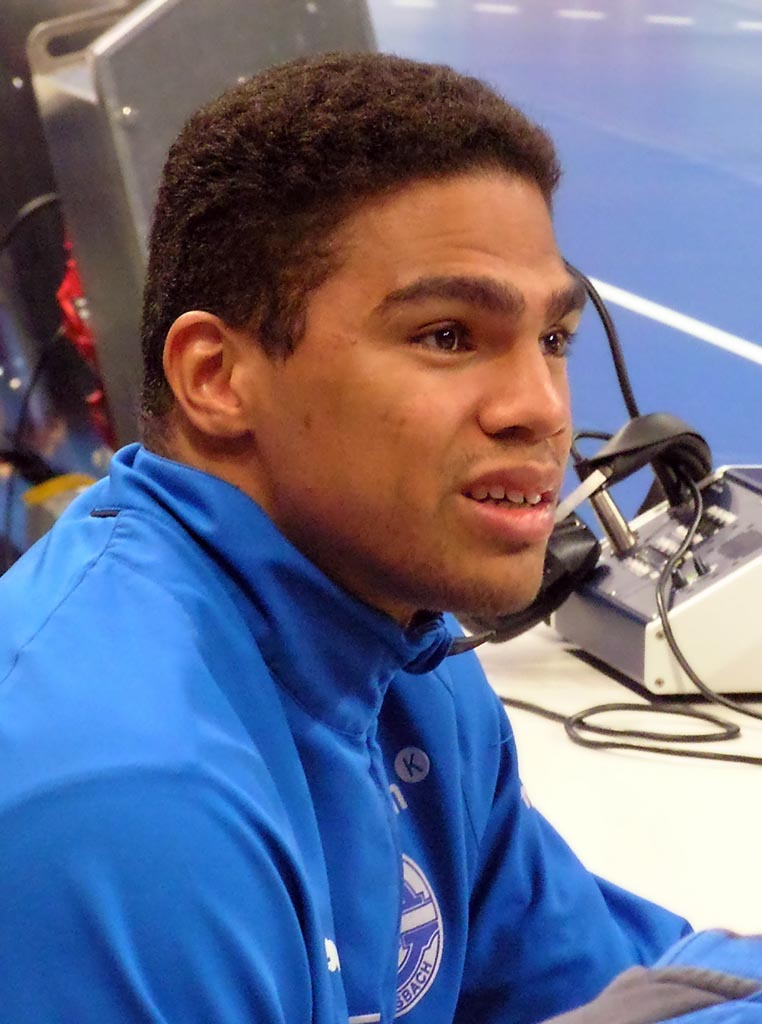
En 2007.
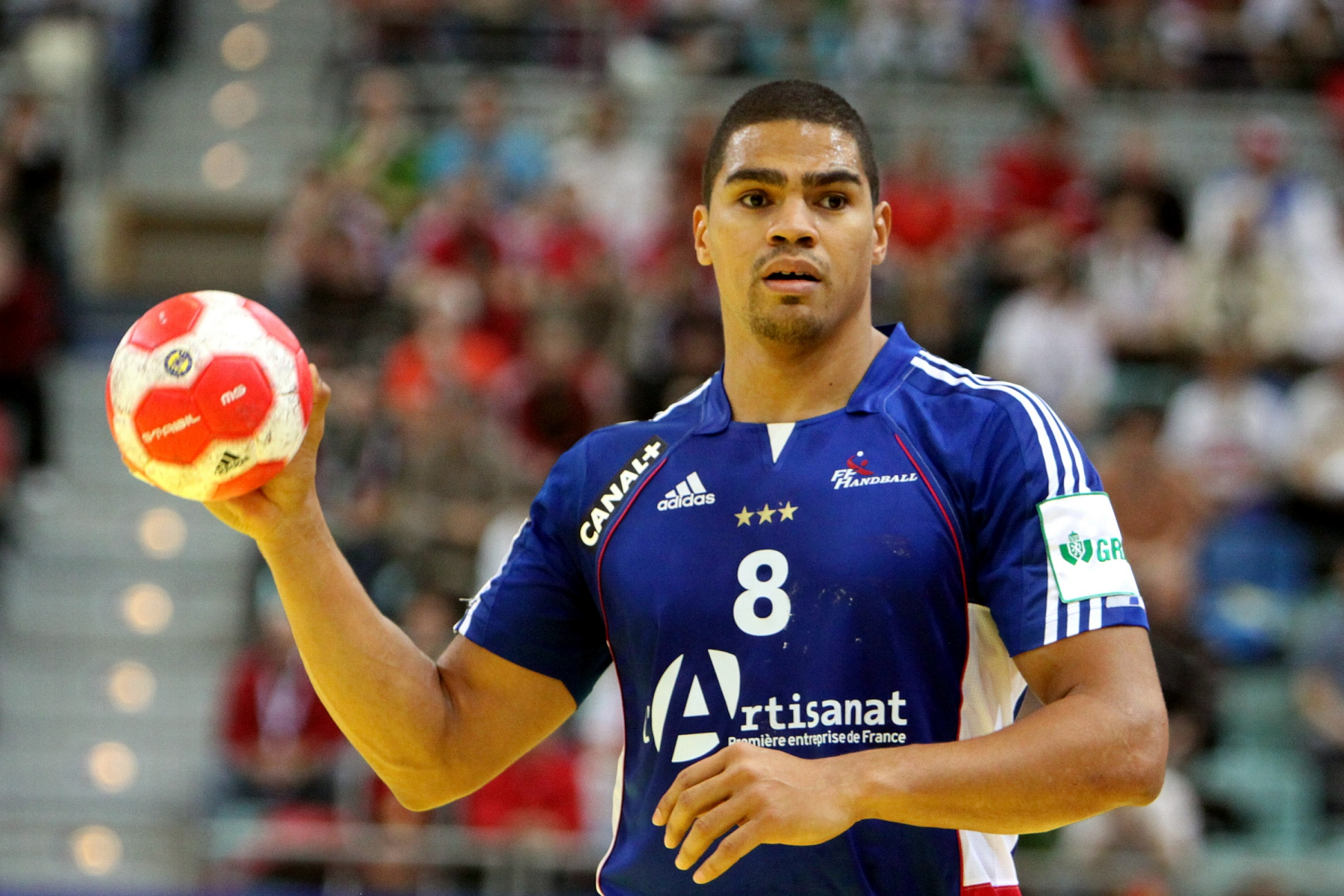
Lors de l'Euro 2010 sous le maillot de l'Équipe de France.
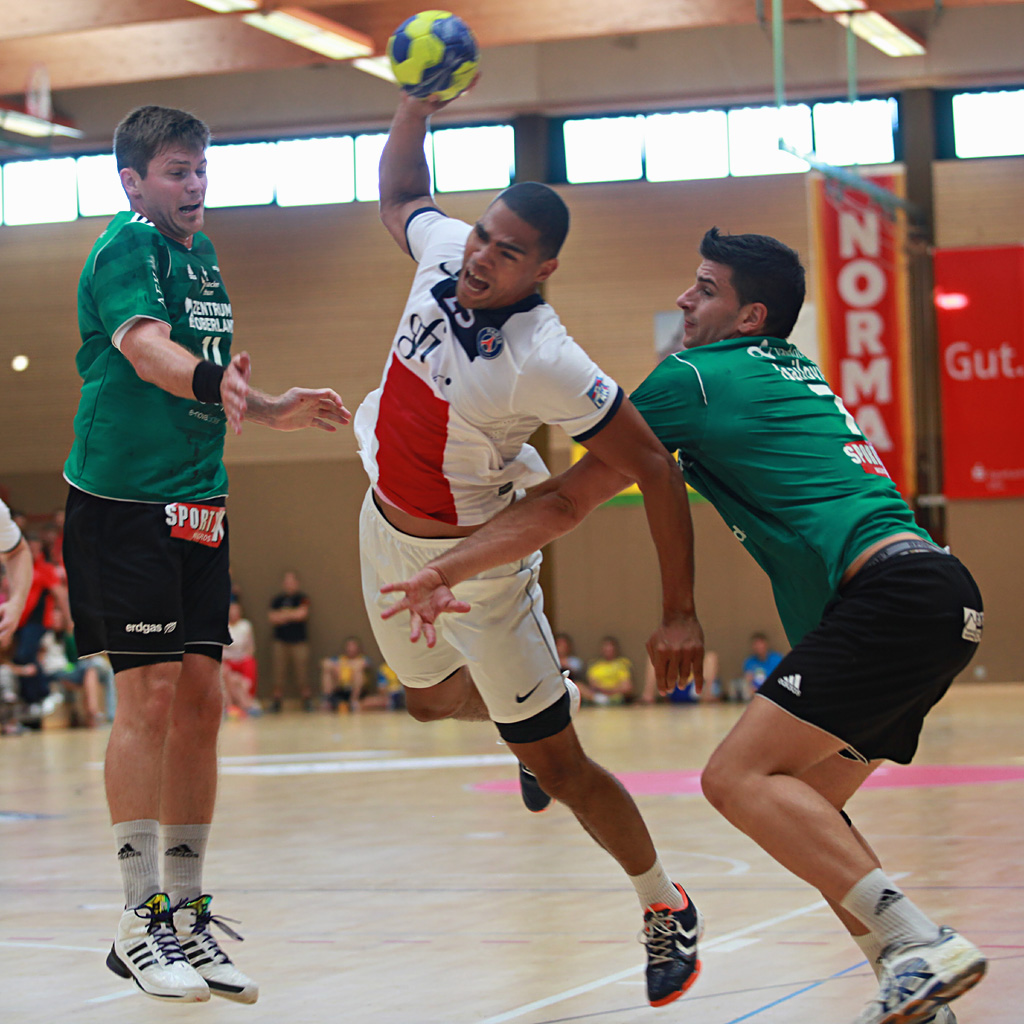
En 2013 sous le maillot du PSG.
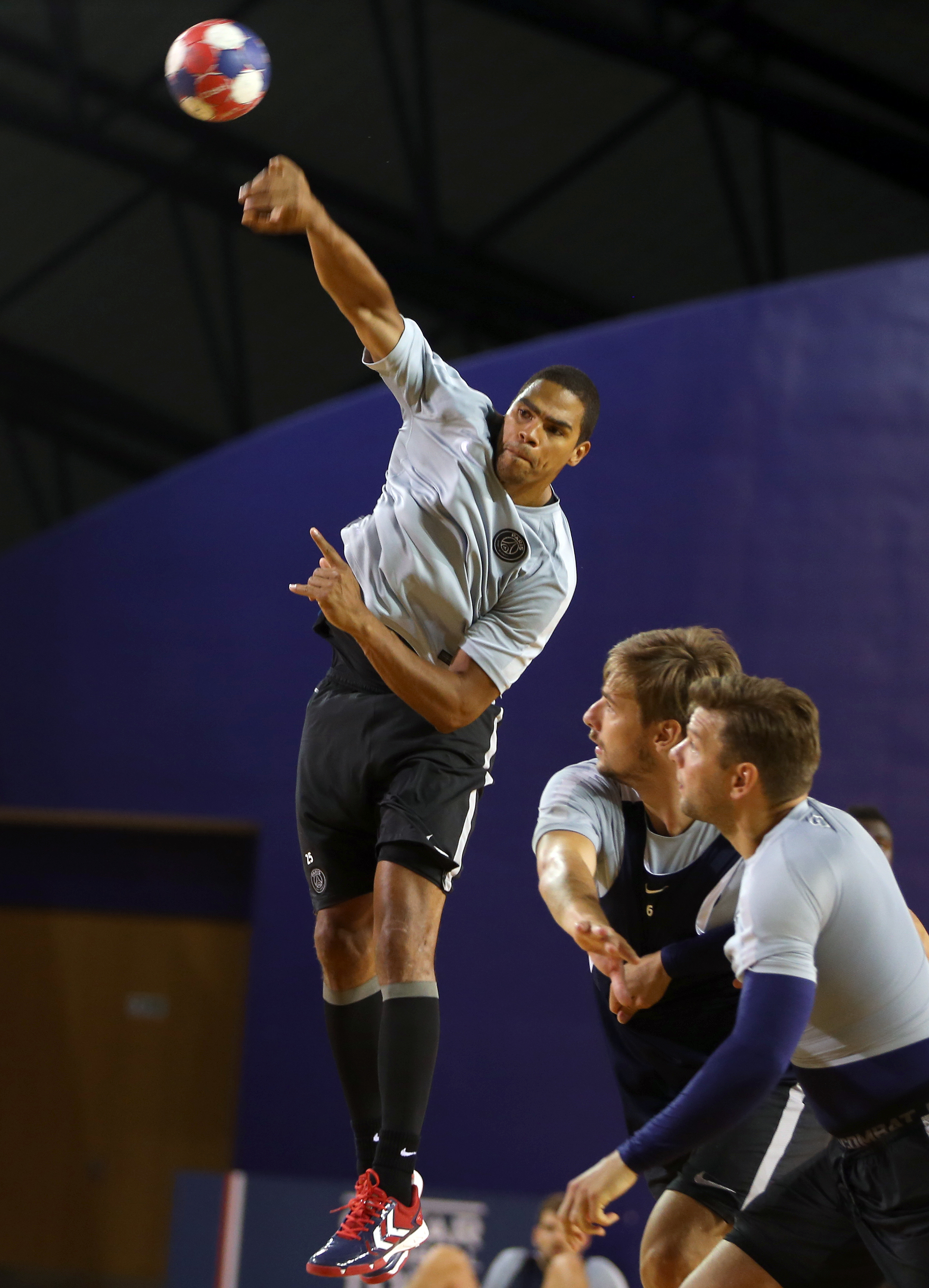
En 2014 à l'entraînement.
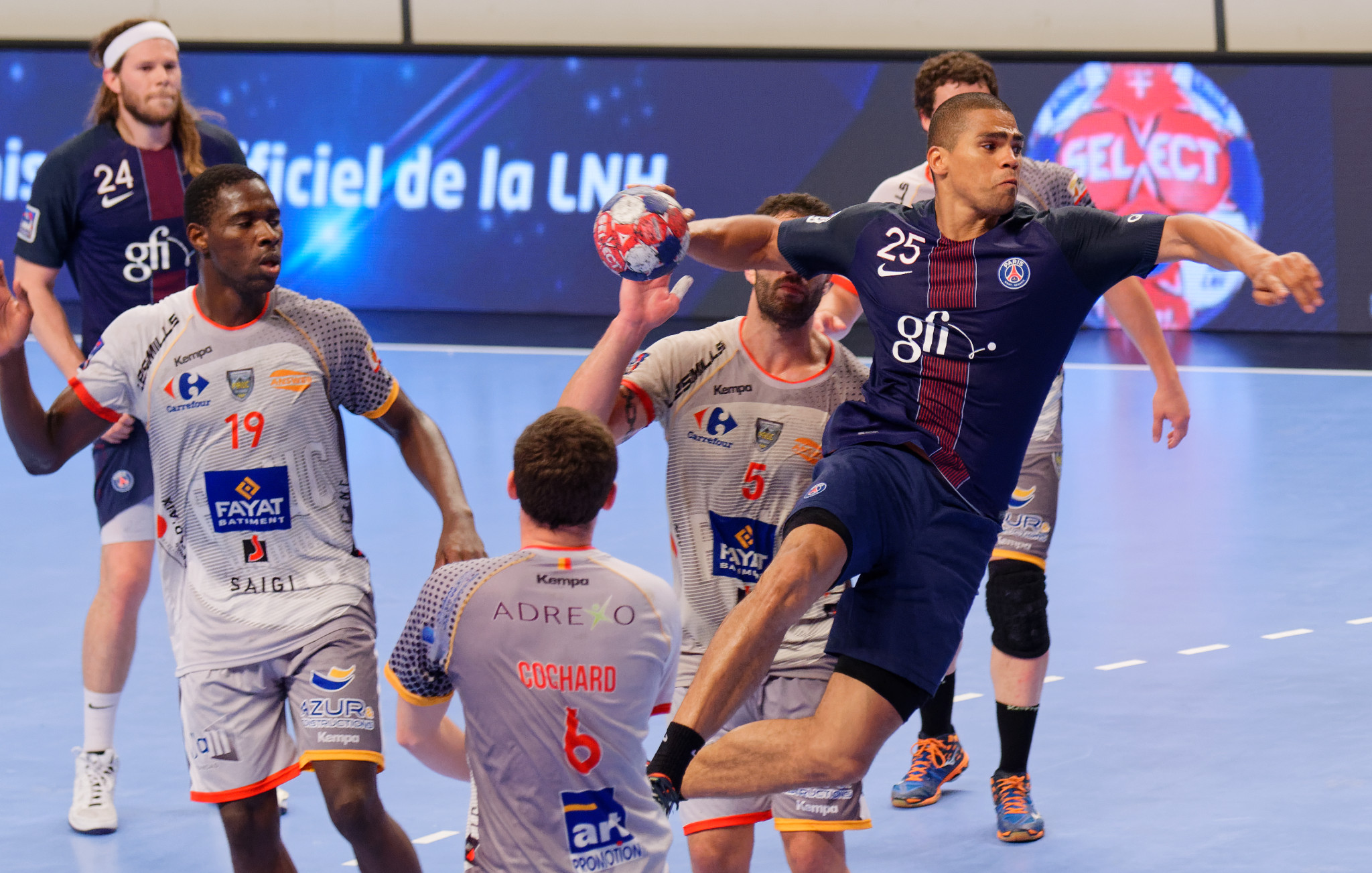
En 2016 sous le maillot du PSG.
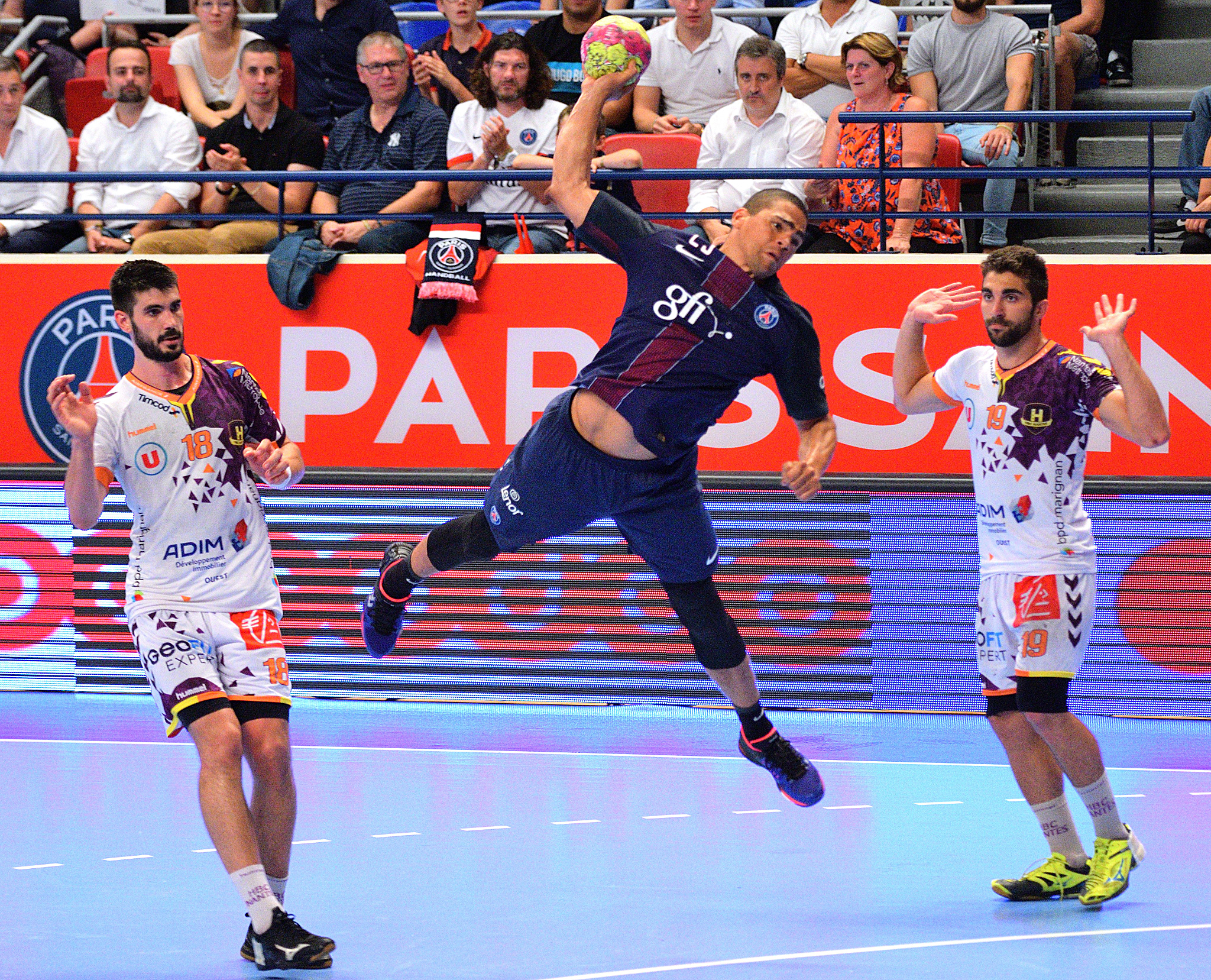
En 2017 sous le maillot du PSG.